# QAnon

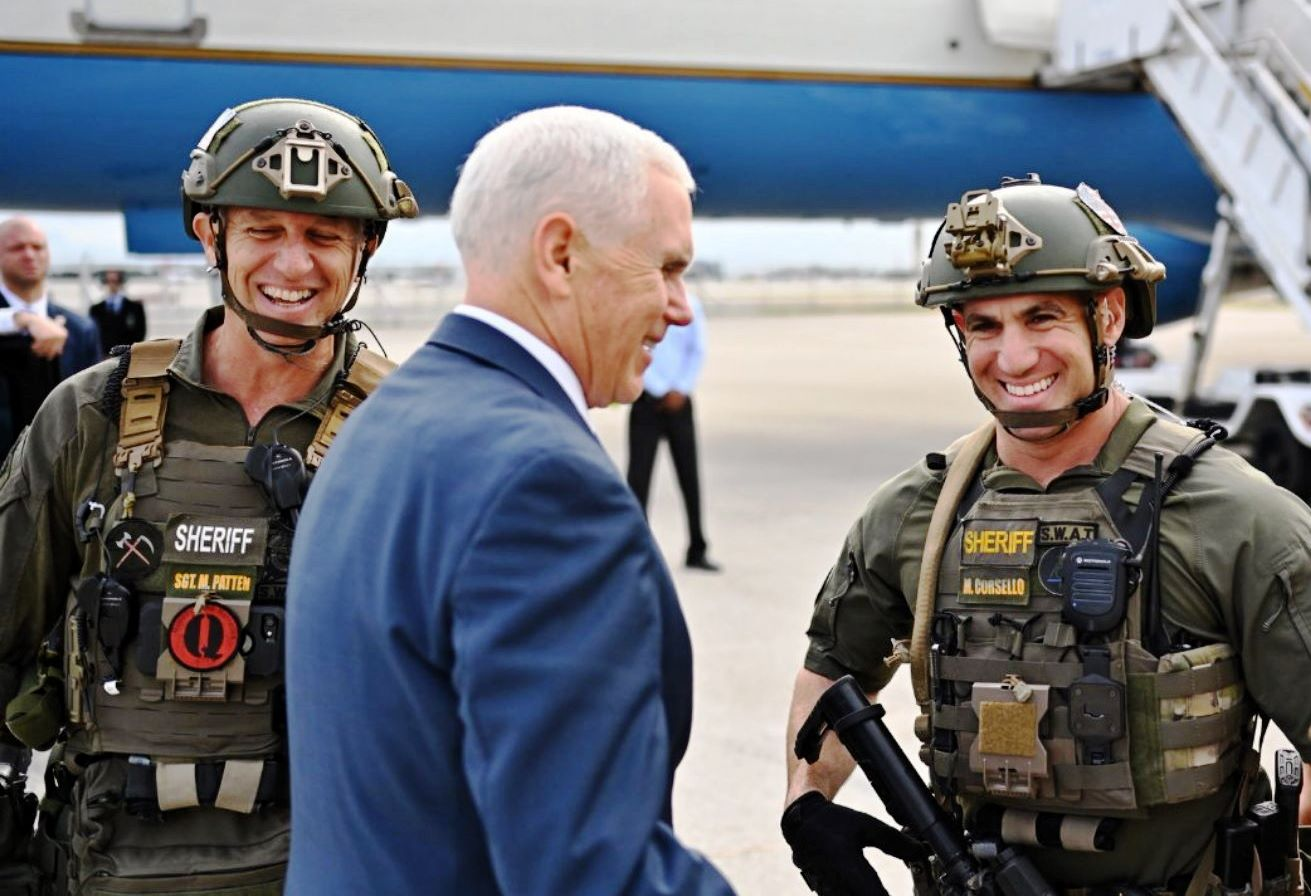
El vicepresidente de los Estados Unidos, Mike Pence, con miembros del equipo SWAT del condado de Broward, Florida, el 30 de noviembre de 2018. El hombre a la izquierda de la imagen muestra un parche «Q» rojo y negro, símbolo de QAnon.

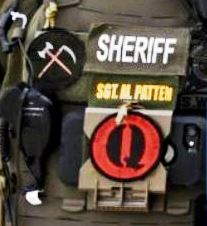
Detalle del parche con la letra «Q»

QAnon o Q: (abreviación de Q-Anónimo) es una de las principales teorías de la conspiración de la extrema derecha estadounidense, la cual detalla una supuesta trama secreta organizada por un supuesto «Estado profundo» contra Donald Trump y sus seguidores.
La idea general de la trama es que hay actores de Hollywood, identificados como políticamente progresistas, políticos del Partido Demócrata y funcionarios de alto rango que participan en una red internacional de tráfico sexual de niños y realizan actos pedófilos; y que Trump los está investigando y persiguiendo para prevenir un supuesto golpe de Estado orquestado por Barack Obama, Hillary Clinton y George Soros. Los medios de comunicación han descrito a QAnon como una «rama» de la teoría de la conspiración Pizzagate, y muchos la han considerado como una actualización de los protocolos de los sabios de Sion.
Aunque de origen estadounidense, existe un movimiento QAnon fuera de los Estados Unidos, incluso en el Reino Unido y Francia desde 2020, con un movimiento «particularmente fuerte y creciente» en Alemania y Japón. Los adherentes japoneses de QAnon también son conocidos como «JAnon» (en japonés: Jアノン).
Los adherentes de QAnon comúnmente etiquetan sus publicaciones en las redes sociales con el hashtag #WWG1WGA, que significa el lema  «Where We Go One, We Go All» (traducido como «Donde vamos uno, vamos todos»), derivado de la película White Squall de 1996.

## Historia
La teoría comenzó con una publicación, en octubre de 2017, realizada por un anónimo en el foro 4chan que usaba el nombre Q. Éste era, al parecer, un individuo estadounidense, pero más tarde creció hasta convertirse en un grupo de personas, que aseguraba tener acceso a información clasificada sobre la administración Trump. «Q» es una referencia a la autorización de acceso Q utilizada por el Departamento de Energía de dicho país, requerida para acceder a los datos restringidos de alto secreto y a información de seguridad nacional. Según la cadena NBC, al menos tres personas tomaron la publicación original de «Q» y poco después la volvieron a publicar en múltiples plataformas como 4chan, como «FBIAnon», «HLIAnon», «CIAAnon« y «WH Insider Anon».
Los seguidores de QAnon comenzaron a aparecer en los mítines de la campaña de reelección de Trump en agosto de 2018, recibiendo bastante promoción en redes sociales y algunas estaciones de radio, llegando a organizar mítines a las afueras de la Casa Blanca.  En agosto del 2019 el FBI publicó un informe en el cual calificaba a QAnon como una fuente potencial de terrorismo interno, la primera vez que dicha agencia calificaba de este modo un grupo derivado de una teoría de conspiración. Según el análisis de la organización Media Matters for America, en octubre de 2020, Trump había amplificado los mensajes de QAnon al menos 265 veces al retuitear o mencionar 152 cuentas de Twitter afiliadas a QAnon, a veces varias veces al día. Los seguidores de QAnon se refieren a Donald Trump como «Q+».
El número exacto de adeptos de QAnon es incierto, pero gran parte de su actividad es en línea. El sitio web del tablón de imágenes 8chan (rebautizado como 8kun en 2019) es la sede en línea de QAnon, ya que es el único lugar donde «Q» publica mensajes. En junio de 2020, en una publicación en 8chan, Q exhortó a sus seguidores a hacer un «juramento de soldados digitales»; cosa que muchos hicieron, usando el hashtag de Twitter #TakeTheOath. En julio de 2020, Twitter prohibió miles de cuentas afiliadas a QAnon y cambió sus algoritmos para reducir la propagación de dicha teoría de la conspiración. Un análisis interno de Facebook informado en agosto de 2020 encontró millones de seguidores en miles de grupos y páginas; Facebook actuó para eliminar y restringir la actividad de QAnon, y en octubre dijo que prohibiría por completo esta teoría de la conspiración de su plataforma. Los seguidores también habían migrado a foros de mensajes dedicados, incluido EndChan, donde se organizaron para librar una guerra de información en un intento de influir en las elecciones del 2020.
Después de que Trump perdiera las elecciones ante Joe Biden, las actualizaciones de Q disminuyeron drásticamente, hasta su última publicación que tuvo lugar en diciembre de 2020. Las creencias de QAnon se convirtieron en parte de los argumentos para anular las mencionadas elecciones. Este movimiento contra el supuesto fraude electoral culminó con el ataque de los partidarios de Trump al Capitolio de los Estados Unidos, lo que llevó a un mayor control del contenido relacionado con QAnon en las redes sociales.
El día de la inauguración de Biden, Ron Watkins, ex administrador del sitio de 8chan y líder de facto entre los seguidores de QAnon, sugirió que era hora de: «volver a nuestras vidas lo mejor que podamos». Otros seguidores de QAnon expresaron su opinión que la investidura de Biden era «parte del plan», en confirmación de lo que ellos denunciaban.

## Origen del nombre
A raíz del Pizzagate, una teoría de la conspiración según la cual existe un círculo de pedofilia en torno a John Podesta, entonces director de campaña de Hillary Clinton, un usuario anónimo de nombre Q comenzó, el 28 de octubre de 2017, a publicar mensajes en el foro anónimo 4chan. Los mensajes anónimos se presentan en formato de imagen .jpg, lo que les da una apariencia concisa y dificulta la copia de palabras o frases. Consisten en alertas sobre un supuesto complot de «estado profundo» contra el presidente Trump. Estas enigmáticas declaraciones están firmadas por cierto Q, una letra que se cree que designa un nivel de autorización del Departamento de Energía de los Estados Unidos.

### Identidad de Q

La letra Q se ha convertido en el icono por excelencia de este movimiento

Ha habido mucha especulación sobre los motivos y la identidad de Q. Varias teorías atribuyen las publicaciones de Q a un oficial de inteligencia militar, a un miembro de la administración Trump, a un juego de realidad alternativa creado por la organización de acertijos Cicada 3301 o al propio Trump. La fundación Wu Ming ha especulado con que QAnon se inspira en la personalidad de Luther Blissett, que los izquierdistas y anarquistas utilizaron para organizar bromas, trucos mediáticos y engaños en la década de 1990. «Blissett» publicó una novela titulada Q en 1999.
Dado que el código de viaje de Q fue verificado de forma única por el servidor de 8chan y no se puede reproducir en otros tableros de imágenes, y Q no tenía otro medio de comunicación, Q no pudo publicar cuando el sitio web cayó después del tiroteo de El Paso de 2019. Este aparente conflicto de intereses, combinado con las declaraciones del fundador de 8chan, Fredrick Brennan, el uso de un alfiler de collar «Q» por el propietario de 8chan, Jim Watkins, y el interés financiero de Watkins en un super PAC de QAnon que se anuncia en 8chan, han llevado a numerosos periodistas e investigadores a creer que Watkins y/o su hijo, el antiguo administrador de 8chan, Ron Watkins, son Q. Ambos Watkins lo niegan.
Un archivo de transmisión en vivo mostró a Coleman Rogers iniciando sesión en la cuenta de 8chan Q durante una transmisión en vivo de Patriot's Soapbox. El stream se cortó rápidamente. Otro archivo de transmisión en directo muestra a Rogers analizando una supuesta publicación Q, antes de que su coanfitrión note que la publicación no está verificada. Rogers dijo que Q debe haber olvidado registrarse antes de publicar.
Un enfoque estilométrico basado en algoritmos de la empresa suiza OrphAnalytics proporcionó evidencia de que dos autores compartieron probablemente la escritura de las publicaciones crípticas de Q en dos períodos diferentes cronológicamente.

## Introducción
Aunque precedida por teorías de conspiración virales similares como Pizzagate, que desde entonces se ha convertido en parte de QAnon, la teoría de la conspiración comenzó con una publicación de octubre de 2017 en el tablero de imágenes anónimo 4chan por «Q», quien presumiblemente era un individuo estadounidense. Q afirmó ser un funcionario gubernamental de alto nivel con autorización Q, que tiene acceso a información clasificada que involucra a la administración Trump y sus oponentes en los Estados Unidos. NBC News informó que tres personas tomaron la publicación Q original y la difundieron a través de múltiples plataformas de medios para crear seguidores en Internet con fines de lucro. QAnon fue precedido por varios carteles anónimos de 4chan similares, como FBIAnon, HLIAnon (High-Level Insider), CIAAnon y WH Insider Anon. Aunque de origen estadounidense, ahora existe un considerable movimiento QAnon fuera de los Estados Unidos, particularmente en Europa.
Los seguidores de QAnon comenzaron a aparecer en los mítines de la campaña de reelección de Trump en agosto de 2018. Bill Mitchell, un locutor que ha promovido QAnon, asistió a una «cumbre de redes sociales» en la Casa Blanca en julio de 2019. Los creyentes de QAnon comúnmente etiquetan sus publicaciones en las redes sociales con el hashtag #WWG1WGA, que significa el lema «A donde va uno, vamos todos». En un mitin de agosto de 2019, un hombre que calentaba a la multitud utilizó el lema de QAnon y luego negó que fuera una referencia a QAnon. Esto ocurrió horas después de que el FBI publicara un informe en el que calificaba a QAnon como una fuente potencial de terrorismo interno, era la primera vez que la agencia calificaba así una teoría de conspiración marginal. Según el análisis de Media Matters for America, en octubre de 2020, Trump había amplificado los mensajes de QAnon al menos 258 veces al retuitear o mencionar 150 cuentas de Twitter afiliadas a QAnon, a veces varias veces al día. Los seguidores de QAnon llegaron a referirse a Trump como «Q +».
El número de seguidores de QAnon no estaba claro en octubre de 2020, pero el grupo mantiene un gran número de seguidores en línea. En junio de 2020, Q exhortó a sus seguidores a hacer un «juramento de soldados digitales», y muchos lo hicieron, utilizando el hashtag de Twitter #TakeTheOath. En julio de 2020, Twitter prohibió miles de cuentas no afiliadas a QA y cambió sus algoritmos para reducir la propagación de la teoría de la conspiración. Un análisis interno de Facebook, dado a conocer en agosto, encontró millones de seguidores en miles de grupos y páginas; Facebook actuó más tarde ese mes para eliminar y restringir la actividad de QAnon, y en octubre dijo que prohibiría la teoría de la conspiración de su plataforma por completo. Los seguidores también habían migrado a foros de mensajes dedicados como EndChan y 8chan (ahora rebautizados como «8kun»), donde se organizaron para librar una guerra de información en un intento de influir en las elecciones presidenciales de Estados Unidos de 2020.

## Alegatos
La teoría de la conspiración ha sido ampliamente caracterizada como «infundada» y «falta de pruebas». Sus defensores han sido llamados «un culto de conspiración trastornado» y «algunos de los fanáticos de Trump más extravagantes de Internet». Es difundido principalmente por partidarios de Trump, que se refieren a la Tormenta y el Gran Despertar; los preceptos y el vocabulario de QAnon están estrechamente relacionados con los conceptos religiosos del milenarismo y el apocalipticismo, lo que lleva a que a veces se lo interprete como un movimiento religioso emergente. Los seguidores de QAnon, aunque ven a Trump como un cristiano imperfecto, también lo ven como un mesías enviado por Dios.
Según Travis View, quien ha estudiado QAnon y escrito extensamente sobre él para The Washington Post, la esencia de la teoría de la conspiración es que:

Hay una camarilla [cabal] mundial de pedófilos adoradores de Satanás que gobierna el mundo, esencialmente, y controla todo. Ellos controlan a los políticos y controlan los medios de comunicación. Controlan Hollywood y, en esencia, ocultan su existencia. Y habrían continuado gobernando el mundo si no hubiera sido por la elección del presidente Donald Trump. Ahora, Donald Trump en esta teoría de la conspiración sabe todo sobre las malas acciones de esta cábala malvada. Pero una de las razones por las que Donald Trump fue elegido fue para acabar con ellos, básicamente. Y ahora ignoraríamos esta batalla entre bastidores de Donald Trump y el ejército de los Estados Unidos, que todos lo respaldan a él y a la cábala malvada, si no fuera por «Q». Y lo que es «Q» es básicamente un póster de 4chan, quien luego se trasladó a 8chan, quien revela detalles sobre esta batalla secreta detrás de escena, y también secretos sobre lo que está haciendo la camarilla y también el tipo masivo de próximos eventos de arresto. a través de estas publicaciones.

Los seguidores de QAnon también creen que hay un evento inminente conocido como la «tormenta», cuando miles de miembros de la camarilla serán arrestados y posiblemente enviados a la prisión de la Bahía de Guantánamo o para enfrentar los tribunales militares, y el ejército de los EE. UU. país. El resultado será la salvación y la utopía en la tierra.

## Antecedentes
El 30 de octubre de 2016, una cuenta de Twitter que publicaba material de supremacistas blancos que decía que estaba dirigido por un abogado de Nueva York afirmaba falsamente que el Departamento de Policía de la Ciudad de Nueva York (NYPD) había descubierto una red de pedofilia vinculada a miembros del Partido Demócrata mientras buscaba Correos electrónicos de Anthony Weiner. Durante octubre y noviembre de 2016, WikiLeaks había publicado los correos electrónicos de John Podesta. Los defensores de la teoría de la conspiración leyeron los correos electrónicos y alegaron que contenían palabras clave para la pedofilia y la trata de personas. Los defensores también afirmaron que Comet Ping Pong, una pizzería en Washington D. C., era un lugar de encuentro para el abuso ritual satánico.
La historia se publicó más tarde en sitios web de noticias falsas, comenzando con Your News Wire, que citó una publicación de 4chan de principios de ese año. El artículo de Your News Wire fue posteriormente difundido por sitios web pro-Trump, incluido SubjectPolitics.com, que agregó la afirmación de que la policía de Nueva York había allanado la propiedad de Hillary Clinton. El Conservative Daily Post publicó un titular en el que afirmaba que la Oficina Federal de Investigaciones había confirmado la teoría de la conspiración. En su sentido más básico, un «anon» es un cartel de Internet anónimo o seudónimo. El concepto de anons «haciendo investigación» y afirmando revelar información de otro modo clasificada, si bien es un componente clave de la teoría de la conspiración QAnon, no es exclusivo de él. Antes de Q, varios de los llamados anones también afirmaban tener acceso especial del gobierno. El 2 de julio de 2016, el cartel anónimo «FBIAnon», un autodenominado «analista y estratega de alto nivel» que afirmaba tener «un conocimiento íntimo del funcionamiento interno del caso Clinton», comenzó a publicar mentiras sobre la investigación de 2016 sobre la Fundación Clinton y afirmó que Hillary Clinton sería encarcelada si Trump llegaba a ser presidente. Alrededor de ese tiempo, «HLIAnon», que significa «High Level Insider Anon», organizó largas sesiones de preguntas y respuestas, dispensando varias teorías de conspiración, incluida que la princesa Diana fue asesinada después de intentar detener los ataques del 11 de septiembre. Poco después de las elecciones de 2016 en Estados Unidos, dos carteles anónimos llamados «CIAAnon» y «CIAIntern» afirmaron falsamente que eran oficiales de alto rango de la CIA, y a fines de agosto de 2017, «WHInsiderAnon» ofreció una supuesta vista previa de que algo que «iba a funcionar hacia abajo», en referencia a filtraciones que afectarían al Partido Demócrata.

## Origen y expansión
Un usuario llamado «Q Clearance Patriot» apareció por primera vez en el tablero /pol/ de 4chan el 28 de octubre de 2017, publicando en un hilo titulado «Calm Before the Storm», una referencia a la descripción críptica de Trump de una reunión de líderes militares de los estados a los que asistió como «la calma antes de la tormenta». La «Tormenta» se convirtió en el lenguaje de QAnon para un evento inminente en el que miles de presuntos sospechosos serán arrestados, encarcelados y ejecutados por ser pedófilos comedores de niños. El nombre de usuario del cartel implicaba que tenían «autorización Q», una autorización de seguridad del Departamento de Energía de los Estados Unidos requerida para acceder a información ultrasecreta sobre armas y materiales nucleares. Pronto se desarrolló una comunidad de Internet en torno a la interpretación y el análisis de publicaciones atribuidas a Q, y entre estos teóricos de la conspiración, algunas personas se convirtieron en celebridades menores dentro de la comunidad.
En noviembre de 2017, Paul Furber, Coleman Rogers y Tracy Diaz, dos moderadores de 4chan y un pequeño creador de YouTube, respectivamente, trabajaron juntos para difundir QAnon a una audiencia más amplia. Algunos seguidores de QAnon han acusado al trío de sacar provecho del movimiento. Luego, los tres crearon una comunidad de Reddit que influyó en la difusión de la teoría de la conspiración hasta que fueron prohibidos y el subreddit se cerró en marzo de 2018, lo que Reddit explicó que se debió a la incitación a la violencia y la publicación de información privada. QAnon se extendió a otras redes sociales, como Twitter y YouTube. Rogers y su esposa, Christina Urso, lanzaron Patriots' Soapbox, una transmisión en vivo de YouTube dedicada a QAnon, que usaron para solicitar donaciones. Entre sus invitados se encuentran la miembro electa del Congreso Lauren Boebert y un publicista de la campaña de Trump. Las publicaciones de Q luego se trasladaron a 8chan, y Q citó preocupaciones de que el tablero de 4chan había sido «infiltrado». Después de que 8chan se cerró en agosto de 2019 después de que se conectara con el tiroteo de El Paso en 2019 y otros incidentes violentos, los seguidores de QAnon se mudaron a Endchan y 8kun.
QAnon recibió la atención de la prensa convencional por primera vez en diciembre de 2017, y en los primeros meses de 2018, la teoría de la conspiración recibió impulso en la corriente principal de la derecha. El presentador de televisión Sean Hannity y la animadora Roseanne Barr difundieron noticias sobre QAnon a sus seguidores de las redes sociales. El presentador de InfoWars y teórico de la conspiración de extrema derecha Alex Jones afirmó estar en contacto personal con Q. La presencia masiva de seguidores de QAnon en una manifestación de Trump en julio de 2018 para las elecciones de mitad de período en Tampa, Florida, marcó la entrada de la teoría de la conspiración en la corriente mainstream.
Los sitios dedicados a agregar estas publicaciones Q, también llamadas Qdrops, se volvieron esenciales para su difusión y difusión. QMap fue el agregador más popular y famoso, dirigido por un desarrollador seudónimo y una figura clave general de QAnon conocida como «QAPPANON». Pero QMap cerró poco después de que el sitio web de verificación de datos Logically publicara un informe de septiembre de 2020, que teorizaba que «QAPPANON» era un analista de seguridad con sede en Nueva Jersey llamado Jason Gelinas.
Entre marzo y junio de 2020, durante la pandemia de COVID-19, la actividad de QAnon casi se triplicó en Facebook y casi se duplicó en Instagram y Twitter. En ese momento, QAnon se había extendido a Europa, desde los Países Bajos hasta la península de los Balcanes. Mantiene un seguimiento especialmente fuerte en Alemania. Activistas e influyentes de extrema derecha han creado una audiencia alemana para QAnon en YouTube, Facebook y Telegram estimada en 200.000. Un grupo alemán del Reichsbürger adoptó QAnon para promover su creencia de que la Alemania moderna no es una república soberana, sino más bien una corporación creada por naciones aliadas después de la Segunda Guerra Mundial, y expresó su esperanza de que Trump dirigiera un ejército para restaurar el Reich. Muchos canadienses también han propagado QAnon, y una encuesta compartida por The Guardian anuncia que uno de cada cuatro británicos cree en teorías relacionadas con QAnon. Charlie Ward y Martin Geddes están incluidos por Hope not Hate como influyentes promotores británicos de QAnon, con Geddes «[administrando] una de las cuentas de Twitter de QAnon más populares del mundo».

### Alcance internacional
A pesar de ser estadounidense, esta teoría empezó a extenderse con creces en Francia, con movimientos «particularmente fuertes y crecientes» en Alemania, Canadá y Japón. Los adherentes japoneses de QAnon también son conocidos como «JAnon» (en japonés: J Anon).
El alcance del movimiento también se extendió fuera de los países angloparlantes. En España y los países latinoamericanos como Costa Rica, Colombia, Argentina, México, Paraguay y Brasiltienen presencia en línea. En Costa Rica, según una investigación realizada por el periódico La Nación, su página de Facebook difunde información errónea y noticias falsas, pide la destitución del presidente Carlos Alvarado y ensalza a figuras de derecha como el candidato presidencial de extrema derecha Juan Diego Castro Fernández y los polémicos diputados Dragos Dolanescu y Erick Rodríguez Steller. En España, el partido de extrema derecha Vox fue acusado de respaldar teorías de conspiración anti-Biden vinculadas a QAnon en su cuenta oficial de Twitter, afirmando que Joe Biden era el candidato «preferido por los pederastas». Un reportaje de RTVE descubrió que, de los QAnons españoles que apoyan a un partido político, la mayoría, si no todos, apoyan a Vox; sin embargo, esta posición no es unánime y algunos QAnon españoles rechazan a todos los partidos incluido Vox.
Entre marzo y junio de 2020, durante la pandemia de COVID-19, la actividad de QAnon casi se triplicó en Facebook y casi se duplicó en Instagram y Twitter. En ese momento, QAnon se había extendido a Europa, desde Países Bajos hasta la Península de los Balcanes. Mantiene un seguimiento especialmente fuerte en Alemania. Activistas e influyentes de extrema derecha han creado una audiencia alemana para QAnon en YouTube, Facebook y Telegram, estimada en 200 000. Los grupos Reichsbürger adoptaron QAnon para promover su creencia de que la Alemania moderna no es una república soberana sino una corporación creada por las naciones aliadas después de la Segunda Guerra Mundial, y expresaron su esperanza de que Trump lidere un ejército para restaurar el Reich. En Rusia, una teoría de conspiración similar, la «Unión de Fuerzas Eslavas de Rusia» o «Ciudadanos soviéticos», que afirma que la Federación Rusa es una LLC con sede en Delaware que ocupa el territorio legal de la Unión Soviética, también se convirtió en susceptible a las creencias de QAnon.
Un artículo del 8 de febrero en The Guardian, describió las protestas del de transportistas en Canadá, como el resultado de una coordinación entre QAnon, teóricos de la conspiración, organizaciones antivacunas y antigubernamentales. Se dice que uno de cada cuatro británicos cree en las teorías relacionadas con QAnon, aunque solo el 6 % apoya a QAnon. Martin Geddes, incluido en la lista del grupo de defensa antirracista Hope not Hate como un influyente promotor británico de QAnon, fue descrito por esa organización como «administrandor de una de las cuentas de Twitter de QAnon más populares del mundo» en octubre de 2020.
El profesor de la Universidad del Sur de California y científico de datos Emilio Ferrara descubrió que alrededor del 25 % de las cuentas que usan hashtags de QAnon y retuitean InfoWars y One America News Network son bots.

## Creencias, predicciones y alegatos

### Predicciones fallidas
HRC extradition already in motion effective yesterday with several countries in case of cross border run. Passport approved to be flagged effective 10/30 @ 12:01am. Expect massive riots organized in defiance and others fleeing the US to occur. US M's will conduct the operation while NG activated. Proof check: Locate a NG member and ask if activated for duty 10/30 across most major cities.
La extradición del HRC ya se puso en marcha ayer en varios países en caso de ejecución transfronteriza. Pasaporte aprobado para marcarse a partir del 10/30 a las 12:01 am. Espere que ocurran disturbios masivos organizados en desafío y otros que huyen de los EE. UU. US M llevará a cabo la operación mientras NG esté activado. Verificación de prueba: busque un miembro de NG y pregunte si está activado para el servicio 10/30 en la mayoría de las ciudades importantes.
Primer post de QAnon, el 28 de octubre de 2017

La primera predicción de QAnon fue que Hillary Clinton estaba a punto de ser arrestada e intentaría huir del país. Clinton no ha sido arrestada. Otras predicciones fallidas incluyen:
- Una «tormenta» tendría lugar el 3 de noviembre de 2017. Ese día no hubo eventos notables en la política estadounidense.
- Un evento importante que involucra al Departamento de Defensa tendría lugar el 1 de febrero de 2018.
- Personas atacadas por el presidente se suicidarían en masa el 10 de febrero de 2018. Ninguna persona prominente se suicidó ese día.
- Estallaría un coche bomba en Londres alrededor del 16 de febrero de 2018. No hubo ningún atentado.
- El desfile militar de Trump «nunca será olvidado». El desfile fue cancelado.
- El acuerdo Five Eyes «no estarán por mucho más tiempo». Sigue vigente.
- Algo importante sucedería en Chongqing el 10 de abril de 2018. No sucedió nada notable en Chongqing ese día.
- Habría una revelación «explosiva» sobre Corea del Norte en mayo de 2018. No hubo desarrollos notables.
- En marzo de 2018 saldría a la luz un video «humeante» de Hillary Clinton. No apareció ningún video.
- Múltiples predicciones fallidas de que John McCain dimitiría del Senado de Estados Unidos. McCain no dimitió.
- Múltiples predicciones fallidas de que Mark Zuckerberg dejaría Facebook y huiría de Estados Unidos. Zuckerberg sigue siendo el director ejecutivo de Facebook.
- Múltiples predicciones fallidas de que el CEO de Twitter, Jack Dorsey, se vería obligado a renunciar. Dorsey sigue siendo CEO de Twitter. 29/11/2021 Jack Dorsey renunció : https://twitter.com/jack/status/1465347002426867720
- Múltiples predicciones fallidas de que sucedería «algo grande» o la verdad emergería «la próxima semana».

### Alegatos
QAnon ha publicado numerosas afirmaciones que no se pueden demostrar, como:
- Que la CIA instaló al líder norcoreano Kim Jong-un como gobernante títere.[119]
- Una afirmación falsa del 16 de febrero de 2018 de que la representante de los Estados Unidos y ex presidenta del Comité Nacional Demócrata Debbie Wasserman Schultz contrató a la pandilla salvadoreña MS-13 para asesinar a Seth Rich, miembro de personal del Comité Nacional Demócrata. Ninguna evidencia policial apunta hacia eso.[86][120]
- Una aparente sugerencia del 1 de marzo de 2018 de que la canciller alemana, Angela Merkel, es nieta de Adolf Hitler. Hitler no tuvo hijos ni tiene parentesco alguno con Merkel.[121]
- Un artículo del Daily Beast del 7 de julio de 2018 señaló que Q afirmó falsamente que «cada tiroteo masivo es un ataque de bandera falsa organizado por la camarilla».[122]
- Que Obama, Hillary Clinton, George Soros y otros están planeando un golpe de Estado contra Trump y están involucrados en una red internacional de tráfico sexual infantil.[123]
- Que la investigación de Mueller es en realidad un contragolpe liderado por Trump, quien pretendió conspirar con Rusia para contratar a Mueller para investigar en secreto a los demócratas.
- Que ciertas estrellas de Hollywood son pedófilos y que la familia Rothschild lidera un culto satánico. Desde la década de 1970 han circulado denuncias y rumores políticos similares. Por lo general, las acusaciones giraban en torno a investigadores que usaban cultos satánicos existentes para atraer y chantajear a activistas de izquierda, o en el caso de las denuncias de la red de prostitución infantil de Franklin, abuso ritual satánico perpetrado por élites republicanas de élite. Una diferencia significativa entre las narrativas más antiguas y el QAnon de hoy es que ahora son las élites demócratas las que son considerados los villanos, en lugar de las élites republicanas.[124]

### Evolución de los alegatos de Q
Las publicaciones de Q se han vuelto más crípticas y vagas, lo que permite a los seguidores mapear sus propias creencias en ellas. Algunas publicaciones incluyen cadenas de caracteres que supuestamente son mensajes codificados; Al generar un mapa de calor de teclado de los mensajes supuestamente codificados de Q, el investigador de seguridad de la información Mark Burnett concluyó que «no son códigos reales, solo escritura aleatoria de alguien que podría tocar un instrumento y usar un teclado QWERTY», y agregó que «casi todos los caracteres» en los códigos alternan entre las manos izquierda y derecha, o están cerca una de la otra en el teclado.
En múltiples ocasiones, Q ha descartado sus afirmaciones falsas y predicciones incorrectas como deliberadas, alegando que «la desinformación es necesaria». Esto ha llevado al psicólogo australiano Stephan Lewandowsky a enfatizar la cualidad de autosellado de la teoría de la conspiración, destacando el uso de la negación plausible por parte de su proveedor anónimo y señalando que la evidencia en su contra «puede convertirse en evidencia de [su] validez en la mente de los creyentes». El autor Walter Kirn ha descrito a Q como un innovador entre los teóricos de la conspiración al cautivar a los lectores con «pistas» en lugar de presentar afirmaciones directamente: «La audiencia de narrativas de Internet no quiere leer, quiere escribir. No quiere respuestas, quiere buscarlas».

### Reconocimiento de la identidad de Q
En la producción de investigación Q Into the Storm, presentada como serie en abril de 2021 en HBO, se develó la identidad de Q. Ron Watkins en un video, inadvertidamente reconoce ser Q. Días después se despide de sus seguidores.

## #SaveTheChildren
Al igual que en Pizzagate, los seguidores de QAnon creen que los niños están siendo secuestrados en grandes cantidades para abastecer a una red de trata de niños. Para 2020, algunos seguidores comenzaron a usar el hashtag de Twitter #SaveTheChildren, adoptando un nombre de marca registrada para la organización de bienestar infantil Save the Children, lo que llevó a una declaración de Save the Children el 7 de agosto sobre el uso no autorizado de su nombre en campañas. Los datos del Centro Nacional para Niños Desaparecidos y Explotados indican que la inmensa mayoría de los niños desaparecidos son fugitivos; la segunda causa más importante es el secuestro por parte de miembros de la familia. Menos del 1 % de desapariciones son secuestros por personas ajenas a la familia. En septiembre, Facebook e Instagram intentaron evitar que #SaveTheChildren se asociara con QAnon al redirigir a los usuarios que buscaban el hashtag hacia el grupo de bienestar infantil; en octubre, Facebook anunció que trataría de limitar el alcance del hashtag.
De manera similar, los grupos de «libertad para los niños» tanto en los Estados Unidos como en el Reino Unido ayudaron a organizar protestas callejeras que, según ellos, están creando conciencia sobre el abuso sexual infantil y la trata de personas. Estas protestas tienden a atraer a una multitud más diversa y joven que los grupos típicos de QAnon, incluidas muchas personas que no creen plenamente en todos los aspectos de la teoría de la conspiración de QAnon, y que a menudo han podido evitar las restricciones de las redes sociales.

## Análisis
QAnon puede entenderse mejor como un ejemplo de lo que el historiador Richard Hofstadter llamó «El estilo paranoico en la política estadounidense», el título de su ensayo de 1964 sobre milenarismo religioso y apocalipticismo. El vocabulario de QAnon se hace eco de los tropos cristianos: la «Tormenta» (la narración del diluvio del Génesis o el Día del Juicio) y el «Gran Despertar», evocando los reputados Grandes Despertares religiosos históricos de principios del siglo XVIII hasta finales del siglo XX. Según un video de QAnon, la batalla entre Trump y «la camarilla» es de «proporciones bíblicas», una «lucha por la tierra, del bien contra el mal». Algunos partidarios de QAnon dicen que el próximo ajuste de cuentas será un arrebatamiento inverso: no solo el fin del mundo tal como lo conocemos, sino un nuevo comienzo, con la salvación y la utopía en la tierra para los sobrevivientes.
En menos de un año de existencia, QAnon fue reconocido de manera significativa por la población en general. Según una encuesta de Qualtrics de agosto de 2018 para The Washington Post, el 58 % de los floridanos estaban lo suficientemente familiarizados con QAnon como para tener una opinión al respecto. De los que tenían una opinión, la mayoría eran desfavorables. El puntaje promedio en el termómetro de sentimiento estuvo apenas por encima de 20, una calificación muy negativa y aproximadamente la mitad de lo que disfrutan otras figuras políticas. Se encontró que los sentimientos positivos hacia QAnon estaban fuertemente correlacionados con ser susceptible al pensamiento conspirativo.
Según una encuesta de Pew de marzo de 2020, el 76 % de los estadounidenses dijo que nunca había oído hablar de QAnon, el 20 % había oído «un poco sobre él» y el 3 % dijo que había oído «mucho». Una encuesta de Pew de septiembre de 2020 del 47 % de los encuestados que dijeron haber oído hablar de QAnon encontró que el 41 % de los republicanos y los que se inclinan por los republicanos creían que QAnon es bueno para el país, mientras que el 7 % de los demócratas y los que se inclinan por los demócratas creían eso. Una encuesta de Yahoo-YouGov de octubre de 2020 encontró que incluso si no habían oído hablar de QAnon, la mayoría de los republicanos y partidarios de Trump creían que los principales demócratas estaban involucrados en redes de tráfico sexual y más de la mitad de los partidarios de Trump creían que él estaba trabajando para desmantelar las redes.

### Antisemitismo
Diarios como The Washington Post y la revista The Forward han calificado los ataques de QAnon contra figuras judías como George Soros y los Rothschild como «elementos antisemitas llamativos» y «tonterías de jardín con matices racistas y antisemitas». Un artículo de la Agencia Telegráfica Judía en agosto de 2018 afirmaba: «algunos de los elementos arquetípicos de QAnon, incluidas las élites secretas y los niños secuestrados, entre otros, son un reflejo de las teorías de conspiración antisemitas históricas y en curso».
La Liga Antidifamación (ADL) informó que, «si bien la gran mayoría de las teorías de conspiración inspiradas en QAnon no tienen nada que ver con el antisemitismo», una revisión informal de los tuits de QAnon sobre Israel, los judíos, los sionistas, los Rothschild y Soros «reveló algunos ejemplos preocupantes» de antisemitismo. Según la ADL, varios aspectos de la tradición de QAnon reflejan antiguos tropos antisemitas. Por ejemplo, la creencia de que una «camarilla» global está involucrada en los rituales de sacrificio de niños tiene sus raíces en el tropo antisemita medieval del libelo de sangre —la teoría de la conspiración de que los judíos asesinan a niños cristianos con fines rituales— y la preocupación constante de QAnon por una élite mundial de banqueros también tiene matices antisemitas.
El engaño zarista Los protocolos de los sabios de Sion se ha cruzado con las teorías de la conspiración de QAnon, con la fan republicana de QAnon, Mary Ann Mendoza, retuiteando un hilo de Twitter sobre la familia Rothschild, las sumas sacerdotisas satánicas y los presidentes estadounidenses diciendo que «Los protocolos de los sabios de Sion no es una fabricación. Y, ciertamente, no es antisemita señalar este hecho. Mendoza forma parte de la junta asesora de Mujeres por Trump y estaba programado para hablar en la convención republicana de 2020 hasta que se difundió la noticia de su actividad en Twitter luego negó conocer el contenido del hilo, aunque aparecieron referencias antisemitas en los primeros tuits. De manera similar, Trump ha negado tener conocimiento de QAnon, excepto que a los fanáticos de QAnon les gusta y «aman nuestro país».
Para 2020, los seguidores de QAnon avanzaban en la noción de que las élites de Hollywood estaban participando en la «recolección de adrenocromo», en la que se extrae adrenalina de la sangre de los niños para producir la droga psicoactiva adrenocromo. La recolección de adrenocromo tiene sus raíces en los mitos antisemitas del libelo de sangre. Los creyentes de QAnon también han promovido un tropo antisemita de siglos de antigüedad sobre una conspiración bancaria internacional orquestada por la familia Rothschild.
El erudito en genocidio Gregory Stanton describió a QAnon como un «grupo nazi renombrado», y sus teorías como una versión renombrada de los Protocolos de los Sabios de Sion.

## Atractivo y desilusión
Los expertos han clasificado el atractivo de QAnon como comparable al de las sectas religiosas. Según una experta en conspiración en línea, Renee DiResta, el patrón de seducción de QAnon es similar al de las sectas en la era anterior a Internet, donde, a medida que la persona objetivo fue conducida cada vez más a los secretos del grupo, se aisló cada vez más de sus amigos y familia fuera de la secta. Se desarrollaron grupos de apoyo en línea para aquellos cuyos seres queridos ingresaron a QAnon, en particular el subreddit r/qanoncasualties, que creció de 3.500 participantes en junio de 2020 a 28.000 en octubre. En la era de Internet, las comunidades virtuales QAnon tienen poca conexión en el «mundo real» entre sí, pero en línea pueden llegar a decenas de miles. Rachel Bernstein, experta en sectas que se especializa en terapia de recuperación, ha dicho: «Lo que un movimiento como QAnon tiene a su favor, y por qué se extenderá como la pólvora, es que hace que las personas se sientan conectadas con algo importante que otras personas todavía no conocen... Todas las sectas proporcionarán este sentimiento de ser especial». No existe un proceso de autocorrección dentro del grupo, ya que los verdaderos creyentes que se refuerzan a sí mismos son inmunes a la corrección, verificación de hechos o contra-discurso, que es ahogado por el pensamiento grupal de la secta. La calidad de secta de QAnon ha llevado a su caracterización como un posible nuevo movimiento religioso. Parte de su atractivo es su calidad de juego, en el que los seguidores intentan resolver acertijos presentados en Qdrops conectándolos con discursos y tuits de Trump y otras fuentes. Algunos seguidores usan un «reloj Q» que consiste en una rueda de diales concéntricos para decodificar pistas basadas en la sincronización de Qdrops y los tuits de Trump.
Travis View, un investigador que estudia QAnon, dice que es tan adictivo como un videojuego y ofrece al «jugador» la atractiva posibilidad de estar involucrado en algo de importancia histórica mundial. Según View, «puedes sentarte frente a tu computadora y buscar información y luego publicar lo que encuentres, y Q básicamente promete que a través de este proceso, vas a cambiar radicalmente el país, instituir esta revolución increíble, casi incruenta y entonces sé parte de este movimiento histórico del que se escribirá durante generaciones». View compara esto con la participación política mundana en la que los esfuerzos de uno pueden ayudar a que un legislador estatal sea elegido. QAnon, dice View, no compite en el mercado de las ideas, sino en el mercado de las realidades.
No obstante, algunos creyentes de QAnon finalmente han comenzado a darse cuenta de que han sido aislados de sus familiares y seres queridos, y sufren la soledad a causa de ello. Para algunos, este es un camino para comenzar el proceso de despojarse de sus creencias de secta, mientras que para otros, el aislamiento refuerza los beneficios que obtienen al pertenecer a la secta. Ver dice:

La gente de la comunidad de QAnon suele hablar sobre la alienación de familiares y amigos... Aunque normalmente hablan sobre cómo Q deshilachó sus relaciones en grupos privados de Facebook. Pero creen que estos problemas son temporales y principalmente culpa de otros. A menudo se consuelan imaginando que habrá un momento de reivindicación en el futuro cercano que demostrará que sus creencias son correctas. Se imaginan que después de que esto suceda, no solo se restablecerán sus relaciones, sino que la gente se volverá hacia ellos como líderes que entienden lo que está pasando mejor que el resto de nosotros.

Algunos seguidores de Q se separan cuando reconocen que las teorías no son coherentes o ven que parte del contenido está dirigido directamente a obtener donaciones de una audiencia específica, como los cristianos evangélicos o conservadores. Esto entonces «rompe el hechizo» que las conspiraciones tenían sobre ellos. Otros comienzan a ver videos de desacreditación Q; un ex creyente dice que los videos le salvaron.
La desilusión también puede provenir del fracaso de las predicciones de las teorías. Q predijo el éxito de los republicanos en las elecciones de mitad de período de EE. UU. de 2018 y afirmó que el fiscal general Jeff Sessions estaba involucrado en un trabajo secreto para Trump, con aparentes tensiones entre ellos como tapadera. Cuando los demócratas obtuvieron avances significativos y Trump despidió a Sessions, hubo desilusión entre muchos miembros de la comunidad Q. Se produjo una mayor desilusión cuando no se produjo el arresto masivo y el encarcelamiento en el campo de detención de la Bahía de Guantánamo de los enemigos de Trump, ni tampoco la desestimación de los cargos contra el exasesor de seguridad nacional de Trump, Michael Flynn. Para algunos, estos fracasos iniciaron el proceso de separación del culto QAnon, mientras que otros instaron a una acción directa en forma de insurrección contra el gobierno. Tal respuesta a una profecía fallida no es inusual: sectas apocalípticas como Heaven's Gate, el Templo del Pueblo, la Familia Manson y Aum Shinrikyo recurrieron al suicidio colectivo o al asesinato en masa cuando sus expectativas de revelaciones o el cumplimiento de sus profecías no se materializaron. El psicólogo Robert Lifton lo llama «forzar el final». Este fenómeno se está viendo entre algunos creyentes QAnon. View se hace eco de la preocupación de que los creyentes desilusionados de QAnon puedan tomar el asunto en sus propias manos como lo hizo el creyente de Pizzagate Edgar Maddison Welch en 2016, Matthew Phillip Wright en la presa Hoover en 2018 y Anthony Comello en 2019, cuando asesinó al jefe de la mafia Frank Cali, creyéndose bajo la protección de Trump.
La seguidora de QAnon, Liz Crokin, quien en 2018 afirmó que John F. Kennedy Jr. fingió su muerte y ahora es Q, declaró en febrero de 2019 que estaba perdiendo la paciencia en Trump para arrestar a los supuestos miembros de la red sexual infantil, sugiriendo que se acercaba el momento de la justicia vigilante. Otros seguidores de QAnon han adoptado la teoría de la conspiración de Kennedy, afirmando que un hombre de Pittsburgh llamado Vincent Fusca es Kennedy disfrazado y sería el compañero de fórmula de Trump en 2020. Algunos asistieron a las celebraciones del Día de la Independencia de 2019 en Washington esperando que apareciera Kennedy.

## Declaratoria de terrorismo doméstico del FBI
Un memorando del «Boletín de Inteligencia» del FBI del 30 de mayo de 2019 de la Oficina de Campo de Phoenix identificó a los extremistas impulsados por QAnon como una amenaza de terrorismo nacional. El documento citaba una serie de arrestos relacionados con QAnon, algunos de los cuales no habían sido publicados antes. Según el memorando, «Este es el primer producto del FBI que examina la amenaza de los extremistas nacionales impulsados por la teoría de la conspiración y proporciona una base para futuros productos de inteligencia ... El FBI evalúa que estas teorías de la conspiración muy probablemente surgirán, se difundirán y evolucionarán en el mercado moderno de la información, que en ocasiones lleva a grupos y extremistas individuales a cometer actos criminales o violentos».
Según el testimonio del director de contraterrorismo del FBI, Michael G. McGarrity, ante el Congreso en mayo, el FBI divide las amenazas de terrorismo nacional en cuatro categorías principales, «extremismo violento por motivos raciales, extremismo antigubernamental/antiautoridad, extremismo por los derechos de los animales/medioambiental y extremismo del aborto que incluye tanto a extremistas a favor del aborto como en contra del aborto. La amenaza de la teoría de la conspiración marginal está estrechamente relacionada con el tema antigubernamental/antiautoridad».
En el memorando se mencionó un incidente relacionado con QAnon que no se difundió: el 19 de diciembre de 2018, el arresto de un hombre de California cuyo automóvil contenía materiales para fabricar bombas que tenía la intención de usar para «volar un templo satánico» en Springfield, Illinois. La rotonda del Capitolio para «concienciar a los estadounidenses sobre Pizzagate y el Nuevo Orden Mundial, que estaban desmantelando la sociedad». Según la misma fuente, el FBI dijo que otro factor que impulsa la intensidad de esta amenaza es «el descubrimiento de conspiraciones reales o encubrimientos que involucran actividades ilegales, nocivas o inconstitucionales por parte de funcionarios gubernamentales o figuras políticas destacadas».
Las reacciones de los seguidores de QAnon incluyeron la sugerencia de que el memo era falso, pedir el despido del director del FBI, Christopher A. Wray, por trabajar contra Trump, y la idea de que el memo era en realidad una forma de guiño y asentimiento para atraer la atención a QAnon y engañando a los medios para que le preguntaran a Trump al respecto. En un mitin de reelección de Trump varias horas después de que se conoció la existencia del memorando, el fundador de la campaña WalkAway, Brandon Straka, un hombre gay que dice haber sido un demócrata liberal pero ahora es un partidario de Trump, se dirigió a la multitud usando uno de los principales gritos de protesta de QAnon: «Donde vamos uno, vamos todos». Un camarógrafo encontró numerosos partidarios de QAnon entre la multitud, identificados por sus camisetas de QAnon que mostraban grandes «Q» o «WWG1WGA».

## Rol en las elecciones de Estados Unidos
Dos personas que se declararon candidatos republicanos al Congreso en 2019 expresaron interés en las teorías de QAnon. Matthew Lusk, un candidato de Florida, le dijo a The Daily Beast que no era un «miembro de una secta con el cerebro lavado», diciendo que las teorías de QAnon son un «algo legítimo» y constituyen una «selección muy articulada de eventos pasados, una selección muy articulada de las condiciones actuales y una adivinación un tanto profética de dónde rebotará la pelota política y geopolítica a continuación». Danielle Stella, postulando como republicana para desbancar a Ilhan Omar en Minnesota, usó un collar «Q» en una foto que tuiteó y dos veces usó el hashtag #WWG1WGA, una referencia al lema de QAnon «donde va uno, vamos todos». A su cuenta de Twitter le dieron «me gusta» las respuestas de los creyentes de QAnon que reconocieron el collar, y la cuenta sigue a algunos creyentes prominentes de QAnon. Un ex asistente de campaña afirmó que Stella simplemente se hacía pasar por una creyente de QAnon para atraer el apoyo de los votantes.

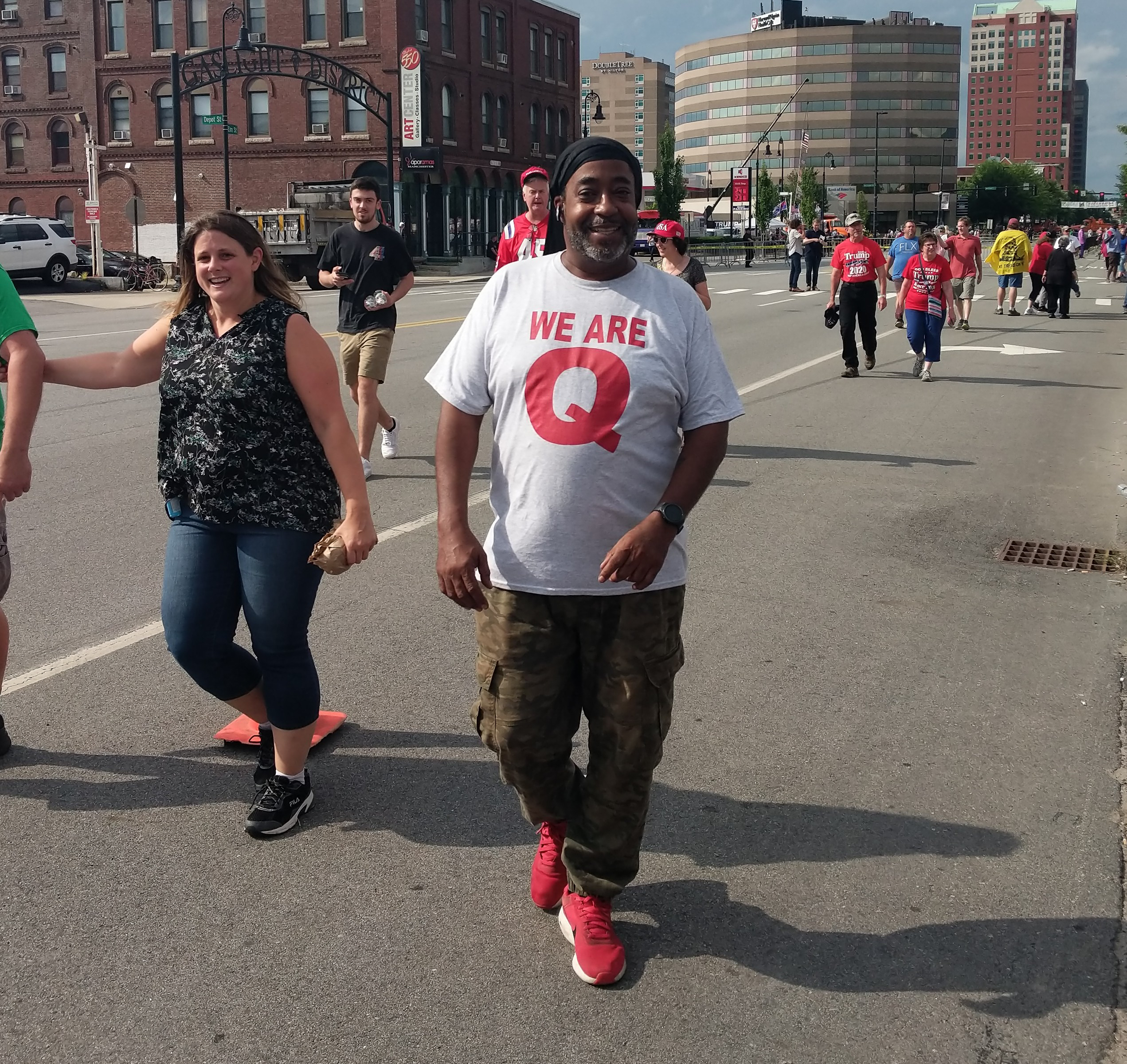
Hombre con camiseta alusiva a «Somos Q» en rally de Trump.

Los partidarios de QAnon afirman que se les pidió que ocultaran sus identificadores «Q» y otros símbolos relacionados con QAnon en un mitin de campaña de Trump en Mánchester, Nuevo Hampshire, el 15 de agosto de 2019. Aunque una persona a la que se le pidió que girara su «Q» Cuando ingresó a la manifestación identificó a la persona que le pidió que lo hiciera como un agente del Servicio Secreto, la agencia lo negó y dijo en un correo electrónico a The Washington Post: «El Servicio Secreto de EE. UU. no solicitó ni requirió a asistentes cambiarse de ropa en un evento en New Hampshire». Los partidarios de QAnon también afirman que su visibilidad en los mítines de Trump ha sido suprimida durante meses.
En agosto de 2019, se informó que un video publicado en línea por «Mujeres por Trump» a fines de julio incluía «Q» en dos carteles de campaña. El primer letrero, que decía «Make America Great Again», tenía una «Q» pegada en la esquina. El otro lado, «Mujeres por Trump» tenía las «O» en «Mujeres» y «para» pegadas con «Q». Las imágenes que incluían los letreros alterados fueron claramente tomadas en un mitin de campaña de Trump, que ha atraído cada vez más a partidarios de la teoría de la conspiración QAnon, por lo que se desconoce si esos letreros en particular fueron seleccionados para su inclusión deliberadamente o no. Desde entonces, el video ha sido eliminado.
En julio de 2020, Business Insider informó que, según Media Matters for America, un grupo de monitoreo de medios de izquierda, la campaña de reelección de Trump se basó en una red de cuentas relacionadas con QAnon para difundir desinformación y propaganda en las redes sociales, especialmente Twitter. Un análisis de 380 000 tuits enviados entre principios de abril y finales de mayo de 2020, y otra de las palabras más populares utilizadas por 1000 cuentas, mostró que la red QAnon «está jugando un papel clave en la generación y difusión de la propaganda de Trump».
The Washington Post informó a principios de agosto de 2020 que los anuncios de la campaña de Trump mostraban imágenes de simpatizantes con productos destacados de QAnon. Miles de comentarios en YouTube vieron estos detalles como signos de victoria. El New York Times escribió que los seguidores de QAnon se habían visto sacudidos por la derrota de Trump en las elecciones presidenciales de 2020, luego de años de tranquilidad de que Trump ganaría por abrumadora mayoría. Algunos seguidores repitieron afirmaciones infundadas de que se había producido un fraude electoral generalizado y que Trump había sido reelegido, mientras que otros comenzaron a aceptar la victoria de Biden.
Jo Rae Perkins, la candidata republicana al Senado de Oregón en 2020, tuiteó un video la noche de su victoria en las primarias de mayo que la muestra sosteniendo una calcomanía de la WWG1WGA y diciendo: «Estoy con el presidente Trump. Estoy con Q y el equipo. Gracias Anons , y gracias patriotas. Y juntos, podemos salvar nuestra república». Lamentó haber borrado posteriormente el video por consejo de un consultor político. Al mes siguiente, tuiteó un video de ella haciendo el «juramento de soldados digitales» que Q había pedido a sus seguidores tres días antes.
Marjorie Taylor Greene, una mujer de negocios, ganó una segunda vuelta en agosto de 2020 para convertirse en la candidata republicana en el 14° Distrito Congregacional de Georgia, fuertemente republicano. Meses después de la presidencia de Trump, ella había declarado en un video: «Hay una oportunidad única en la vida de sacar a esta camarilla global de pedófilos adoradores de Satanás, y creo que tenemos al presidente para hacerlo». Ella ha hecho declaraciones racistas y antisemitas, que resultaron en líderes republicanos como Kevin McCarthy y Steve Scalise condenaran sus comentarios. Trump respaldó su candidatura el día después de su nominación, caracterizándola como una «futura estrella republicana» y «¡una GANADORA real!». Después de que Greene ganó una segunda vuelta en las elecciones primarias en Georgia en agosto, el representante republicano de Illinois Adam Kinzinger denunció a QAnon, calificándolo de «fabricación». El miembro del personal de la campaña de Trump, Matt Wolking, respondió agresivamente a Kinzinger, diciendo que «debería condenar el Dossier Steele y las teorías de conspiración promovidas por los demócratas».
El 30 de junio de 2020, el actual representante republicano de los Estados Unidos, Scott Tipton, perdió una primaria para el tercer distrito del Congreso de Colorado ante Lauren Boebert sorpresivamente. Boebert expresó un apoyo tentativo a QAnon en una entrevista, pero después de ganar las primarias, intentó distanciarse de esas declaraciones, diciendo «No soy una seguidora». En julio de 2020, Business Insider informó: «En al menos 10 candidatos republicanos al Congreso han manifestado su apoyo al movimiento QAnon». Boebert fue elegida al Congreso en noviembre siguiente.
En septiembre de 2020, la recién llegada política Lauren Witzke derrotó a otro candidato respaldado por el partido republicano para convertirse en el candidato republicano al Senado de los Estados Unidos en Delaware. Witzke ha promocionado a QAnon en Twitter y ha sido fotografiada con una camiseta de Q, aunque durante la campaña se distanció del movimiento. También se ha llamado a sí misma una «terraplanista» y en septiembre llamó a su oponente demócrata Chris Coons un «asesino de bebés que odia a los cristianos», y agregó: «Voy a por tu asiento, satanista».
Angela Stanton-King, una candidata respaldada por Trump que se postula para el escaño de la Cámara de Representantes en Georgia del difunto congresista John Lewis, publicó en Twitter que Black Lives Matter es «un gran encubrimiento para la PEDOFILIA y la TRATA de personas» y «LA TORMENTA ESTÁ AQUÍ». Stanton-King le dijo a un periodista que sus publicaciones no se relacionaban con QAnon, afirmando: «Estaba lloviendo ese día». Los registros meteorológicos no mostraron precipitaciones en su área el día del mensaje.
En agosto de 2020, The New York Times sugirió que el Partido Republicano de Texas había elegido un nuevo lema tomado directamente de QAnon. Los funcionarios del Partido Republicano de Texas lo negaron rotundamente y afirmaron que el lema («Somos la tormenta») se inspiró en un pasaje bíblico y no tiene conexión con QAnon.
El 25 de agosto de 2020, dos miembros de la Cámara de Representantes de Estados Unidos, el demócrata Tom Malinowski y el republicano Denver Riggleman, presentaron una resolución bipartidista (H. Res. 1154) condenando a QAnon y rechazando sus teorías de conspiración. Malinowski dijo que el objetivo de la resolución era repudiar formalmente «este culto peligroso, antisemita y conspirador que, según el FBI, está radicalizando a los estadounidenses hacia la violencia». La resolución también instó al FBI y otras agencias policiales y de seguridad nacional «a continuar fortaleciendo su enfoque en la prevención de la violencia, las amenazas, el acoso y otras actividades delictivas por parte de extremistas motivados por teorías de conspiración política marginal» y alentó a la Comunidad de Inteligencia de los Estados Unidos a descubrir cualquier apoyo, asistencia o amplificación en línea que reciba QAnon, así como cualquier afiliación, coordinación y contacto de QAnon con organizaciones o grupos extremistas extranjeros que apoyan la violencia.
En septiembre de 2020, Malinowski recibió amenazas de muerte de los seguidores de QAnon después de ser acusado falsamente de querer proteger a los depredadores sexuales. Las amenazas fueron provocadas por un anuncio de campaña del Comité Nacional Republicano del Congreso (NRCC) que afirmaba falsamente que Malinowski trabajaba en contra de los planes para aumentar el registro de delincuentes sexuales en un proyecto de ley de delitos de 2006 mientras trabajaba como cabildero para Human Rights Watch. La resolución fue aprobada el 2 de octubre de 2020, en una votación de 371 a 18. Diecisiete republicanos (incluidos Steve King, Paul A. Gosar y Daniel Webster) y un independiente (Justin Amash) votaron en contra; La resolución no tiene fuerza de ley. Antes de la votación, Malinowski dijo a la revista Slate, refiriéndose al anuncio de NRCC: «No quiero ver a ningún republicano votando contra el fuego en el piso de la Cámara esta semana y luego continuar jugando con fuego la próxima semana al publicar este tipo de anuncios contra los demócratas candidatos».

## Reacciones

### Donald Trump
Según el análisis de Media Matters, al 20 de agosto de 2020, Trump había amplificado los mensajes de QAnon al menos 216 veces retuiteando o mencionando 129 cuentas de Twitter afiliadas a QAnon, a veces varias veces al día. El 9 de septiembre de 2019, Trump retuiteó un video de la cuenta de Twitter que promueve QAnon «The Dirty Truth». El video presentaba al futuro director de inteligencia nacional John Ratcliffe criticando al exdirector del FBI James Comey. El 24 de agosto de 2018, Trump recibió a William «Lionel» Lebron, un destacado promotor de QAnon, en la Oficina Oval para una sesión de fotos. Poco después de la Navidad de 2019, Trump retuiteó a más de una docena de seguidores de QAnon.
El 19 de agosto de 2020, se le preguntó a Trump sobre QAnon durante una conferencia de prensa; él respondió: «No sé mucho sobre el movimiento, aparte de que entiendo que les agrado mucho, lo cual agradezco. Pero no sé mucho sobre el movimiento» y que es gente «que ama a nuestro país». Cuando un periodista le preguntó a Trump si podía apoyar una idea que sugiere que «secretamente está salvando al mundo de este culto satánico de pedófilos y caníbales», respondió: «Bueno, no he escuchado eso, ¿pero se supone que es un algo malo o bueno?». El entonces candidato presidencial Joe Biden respondió que Trump tenía como objetivo «legitimar una teoría de la conspiración que el FBI ha identificado como una amenaza de terrorismo nacional».
El 15 de octubre de 2020, cuando se le dio la oportunidad de denunciar a QAnon en un evento de campaña Trump se negó a hacerlo y, en cambio, señaló que QAnon se opone a la pedofilia. Dijo que no sabía nada más sobre QAnon y le dijo a su interrogador, Savannah Guthrie de NBC News, que nadie puede saber si la premisa de la teoría de la conspiración de QAnon es cierta. «Creen que es un culto satánico dirigido por el estado profundo», le informó Guthrie. «No, no lo sé. Y tú tampoco lo sabes», respondió Trump.

### Mike Pence
El 21 de agosto de 2020, el vicepresidente Mike Pence dijo que «no sabe nada sobre» QAnon, excepto que es una teoría de la conspiración que descarta «de plano». Pero cuando se le preguntó si reconocería la participación de la administración en darle aire Pence negó con la cabeza y dijo: «Give me a break». También en agosto de 2020, Pence dijo que el problema con la prensa preguntando sobre QAnon y sobre los aparentes esfuerzos de cualquier persona para alentar es que la prensa está haciendo las preguntas equivocadas y persiguiendo espejuelos.

### Michael T. Flynn
En agosto de 2019, se anunció una Conferencia de soldados digitales para el mes siguiente en Atlanta. El propósito declarado era preparar a los guerreros patrióticos de las redes sociales para la próxima guerra civil digital. El anuncio del evento mostraba de forma destacada una Q escrita con estrellas en el campo azul de una bandera estadounidense. Los oradores programados para el evento incluyeron a los exayudantes de Trump Michael T. Flynn y George Papadopoulos, así como a Gina Loudon, una amiga de Trump y miembro de su junta asesora de medios de campaña, la cantante Joy Villa y Bill Mitchell, un presentador de radio y ferviente partidario de Trump. El anfitrión del evento, Rich Granville, es el director ejecutivo de Yippy, Inc., una empresa que comercializa el motor de búsqueda Yippy, que afirma está libre de censura de opiniones conservadoras, caracterizándolo como una «empresa de inteligencia» con políticos de alto nivel.
Michael T. Flynn, exteniente general, jefe de la Agencia de Inteligencia de Defensa y asesor de seguridad nacional de Trump, publicó un video el 4 de julio de 2020 en su cuenta de Twitter de él liderando un pequeño grupo en un juramento con el lema QAnon: Donde va uno, vamos todos. Los analistas dicen que el juramento es parte del intento de QAnon de organizar soldados digitales para el apocalipsis político y social que ven venir. La aparente declaración de lealtad de Flynn a QAnon lo convierte en el exfuncionario gubernamental más prominente en respaldar la teoría de la conspiración, aunque Trump ha tuiteado múltiples frases relacionadas con QAnon sin mencionar el movimiento.
La abogada de Flynn, Sidney Powell, negó el juramento relacionado con QAnon, diciendo que era simplemente una declaración grabada en una campana en el velorio de John F. Kennedy. Pero durante los días anteriores, numerosos seguidores de QAnon habían hecho el mismo «juramento de soldado digital» en Twitter, utilizando el mismo #TakeTheOath que hizo Flynn.

### Otros
En tres ocasiones durante 2019 y 2020, el subjefe de personal y director de redes sociales de Trump, Dan Scavino, tuiteó los memes del tic-tac del reloj que los creyentes de QAnon usan para indicar la cuenta regresiva hasta la «Tormenta». El abogado personal de Trump, Rudy Giuliani, también ha retuiteado ocasionalmente publicaciones con el hashtag #QAnon y del número limitado de cuentas que sigue (224 a octubre de 2019), muchas son defensores de QAnon. Eric Trump, en un tuit de verano de 2020 que luego se eliminó, promovió el mitin de su padre en Tulsa con una imagen de una gran «Q» y el lema de la WWGOWGA.
El 26 de noviembre de 2017, Trump retuiteó una publicación de la cuenta de Twitter @MAGAPILL, una autodenominada «lista oficial de logros del presidente Donald Trump» y principal proponente de QAnon, menos de un mes después de que QAnon comenzara a publicar. El 28 de diciembre, la cadena de televisión rusa RT transmitió un segmento donde se discutían las «revelaciones de QAnon», refiriéndose al cartel anónimo como un «operativo secreto de inteligencia dentro de la administración Trump conocido por QAnon». Aunque Rusia no participó en los orígenes de QAnon, medios estatales rusos financiados por el gobierno ruso como RT y Sputnik han amplificado la teoría de la conspiración desde 2019, citando a QAnon como evidencia de que Estados Unidos está dividido por luchas y divisiones internas.
El 13 de marzo, la vicepresidenta del grupo antiaborto Operation Rescue Cheryl Sullenger calificó a QAnon como un «pequeño grupo de personas cercanas al presidente Donald J. Trump» y calificó sus publicaciones como el «nivel de inteligencia más alto que jamás se haya hecho público en nuestra historia conocida». El 15 de marzo, Rabochaya Gazeta, con sede en Kiev, el periódico oficial del Partido Comunista de Ucrania, publicó un artículo en el que calificaba a QAnon de «grupo de inteligencia militar». El 31 de marzo, la actriz estadounidense conservadora Roseanne Barr apareció para promocionar QAnon, que posteriormente fue cubierta por CNN, The Washington Post y The New York Times.
Si bien QAnon fue promovido inicialmente por Alex Jones y Jerome Corsi, el organismo Right Wing Watch informó que ambos habían dejado de apoyar a QAnon en mayo de 2018, declarando que la fuente estaba «completamente comprometida». Pero en agosto de 2018, Corsi cambió de rumbo y dijo que «comentará y seguirá a QAnon cuando QAnon presente noticias», y agregó que «en los últimos días, QAnon ha sido particularmente bueno».
El 28 de junio de 2018, un artículo de la revista Time incluyó a Q entre las 25 personas más influyentes en Internet en 2018. Contando más de 130.000 videos de discusión relacionados en YouTube, Time citó la amplia gama de la teoría de la conspiración y sus seguidores y noticias más destacados. El 4 de julio, el Partido Republicano del Condado de Hillsborough compartió en sus cuentas oficiales de Facebook y Twitter un video de YouTube en QAnon, llamándolos «misteriosos y anónimos filtradores internos de actividades estatales profundas y contraactividades del presidente Trump». Pronto se eliminaron las publicaciones.
El 1 de agosto de 2018, tras la gran presencia del día anterior de partidarios de QAnon en el mitin del presidente Trump en Tampa, Florida, para las elecciones de mitad de período, los presentadores de noticias de MSNBC Hallie Jackson, Brian Williams y Chris Hayes dedicaron una parte de sus respectivos programas de televisión a la teoría de la conspiración. PBS NewsHour también publicó un segmento en QAnon al día siguiente. El 2 de agosto, la redactora del Washington Post, Molly Roberts, escribió: «Los verdaderos verificadores de QAnon predicen que “la tormenta” nunca golpeará porque la conspiración que los obsesiona no existe. Pero mientras la esperan, intentarán agitar los vientos, y el resto de nosotros lucharemos por encontrar refugio». El 4 de agosto, se pidió al exsecretario de prensa de la Casa Blanca, Sean Spicer, que comentara sobre QAnon en su sesión pregúntame cualquier cosa en el subreddit /r/The Donald. En respuesta a la pregunta «¿es Q legítimo?», Spicer respondió «no».

### Redes sociales
El 14 de marzo de 2018, Reddit prohibió a sus comunidades hablar de QAnon, por «alentar o incitar a la violencia y publicar información personal y confidencial». Después de eso, algunos seguidores se mudaron a Discord. Se formaron varias otras comunidades para debatir sobre QAnon, lo que llevó a nuevas prohibiciones el 12 de septiembre de 2018, lo que llevó a miles de seguidores a reagruparse en Voat, un clon de Reddit con sede en Suiza que ha sido descrito como un centro para la derecha alternativa.
Una aplicación llamada «QDrops» que promovía la teoría de la conspiración se publicó en Apple App Store y Google Play. Se convirtió en la aplicación paga más popular en la sección de «entretenimiento» de la tienda en línea de Apple en abril de 2018, y la décima aplicación paga más popular en general. El 15 de julio de 2018, Apple retiró la aplicación después de una cobertura de NBC News.
A principios de 2019, Twitter eliminó las cuentas sospechosas de estar conectadas con la Agencia de Investigación de Internet de Rusia que había difundido un gran volumen de tuits relacionados con #QAnon que también usaban el lema #WWG1WGA.
El 5 de mayo de 2020, Facebook anunció la eliminación de 5 páginas, 20 cuentas y 6 grupos vinculados a «personas asociadas con la red QAnon» como parte de una investigación sobre presunta conducta inauténtica coordinada antes de las elecciones estadounidenses de 2020. El 19 de agosto, Facebook amplió su política de Personas y Organizaciones Peligrosas para abordar «movimientos crecientes que, aunque no organizan directamente la violencia, han celebrado actos violentos, han demostrado que tienen armas y sugieren que las usarán, o tienen seguidores individuales con patrones de violencia comportamiento.» Como resultado de esta mayor vigilancia, Facebook informó haber «eliminado más de 790 grupos, 100 páginas y 1500 anuncios vinculados a QAnon de Facebook, bloqueado más de 300 hashtags en Facebook e Instagram», y además impuso restricciones en más de 1950 grupos y 440 páginas en Facebook y más de 10000 cuentas en Instagram. En el primer mes después de su anuncio de agosto, Facebook dijo que eliminó 1500 grupos QAnon que tenían entonces cuatro millones de seguidores. El 6 de octubre de 2020, Facebook dijo que comenzaría a eliminar de inmediato todas las páginas, grupos y cuentas de Instagram de Facebook que representen a QAnon, incluso si no contienen contenido violento. La compañía dijo que prohibiría inmediatamente a cualquier grupo que represente a QAnon.
El 21 de julio de 2020, Twitter anunció que prohibía más de 7000 cuentas en relación con la teoría de la conspiración de QAnon para la amplificación coordinada de noticias falsas y teorías de conspiración. En un comunicado de prensa, Twitter dijo: «Hemos sido claros en que tomaremos medidas de cumplimiento enérgicas en el comportamiento que tiene el potencial de conducir a daños fuera de línea. En línea con este enfoque, esta semana tomaremos más medidas sobre los llamados Actividad “QAnon” en todo el servicio». También dijo que las acciones pueden aplicarse a más de 150 000 cuentas.
Facebook prohibió todos los grupos y páginas de QAnon el 6 de octubre de 2020. Ese día, los seguidores de QAnon especularon que la acción era parte de una estrategia compleja de la administración Trump para comenzar a arrestar a sus enemigos, o que Facebook estaba tratando de silenciar la noticia de que esto ocurría. Algunos seguidores especularon que una conferencia de prensa sobre «seguridad nacional» del Departamento de Justicia programada para el día siguiente estaría relacionada con los cargos contra los demócratas, incluida Hillary Clinton. En realidad, el Departamento de Justicia anunció la investigación y el arresto de miembros del Estado Islámico.
El 7 de octubre de 2020, se anunció que Etsy eliminaría toda la mercancía relacionada con QAnon de su mercado en línea.
En una entrevista del 12 de octubre de 2020 con CNN, la directora ejecutiva de YouTube, Susan Wojcicki, dijo que gran parte del material de QAnon era «contenido límite» que no infringía explícitamente sus reglas, pero afirmó que los cambios en la metodología del sitio para las recomendaciones habían reducido la visualización del contenido relacionado con QAnon en 80 %. Tres días después, YouTube anunció en una publicación de su blog que había modificado sus políticas de odio y acoso para prohibir «contenido dirigido a un individuo o grupo con teorías de conspiración que se han utilizado para justificar la violencia del mundo real», como QAnon o Pizzagate. Aún permitiría contenido que discuta QAnon si no estuviera dirigido a personas.

## Incidentes

### Amenazas
En mayo de 2018, Michael Lewis Arthur Meyer transmitió en vivo un video de Facebook desde el sitio de una planta de cemento de Tucson, afirmando: «Este es un campamento de tráfico sexual infantil del que nadie quiere hablar, del que nadie quiere hacer nada». El video fue visto 650 000 veces durante la semana siguiente. La policía de Tucson inspeccionó la planta sin encontrar evidencia de actividad criminal. Luego, Meyer ocupó una torre en la propiedad durante nueve días, hasta que llegó a un acuerdo con la policía para irse. Posteriormente regresó a la torre en julio, tras lo cual fue arrestado por allanamiento de morada. Meyer hizo referencia a QAnon y al hashtag #WWG1WGA en su página de Facebook.

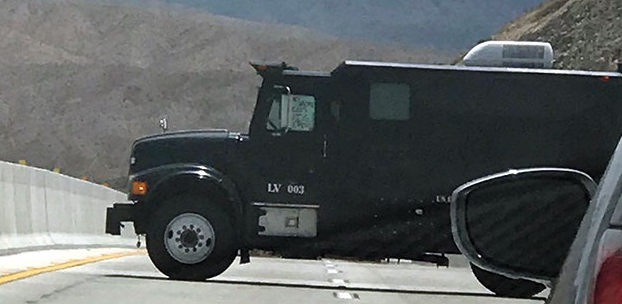
El vehículo de Wright en la presa Hoover.

El 15 de junio de 2018, Matthew Phillip Wright de Henderson, Nevada, fue arrestado por terrorismo y otros cargos por conducir un camión blindado, que contenía un AR-15 y una pistola, hacia la presa Hoover y bloquear el tráfico durante 90 minutos. Dijo que estaba en una misión que involucraba a QAnon: exigir que el Departamento de Justicia «publicara el informe de la OIG» sobre la conducta de los agentes del FBI durante la investigación sobre el uso de un servidor de correo electrónico privado por parte de Hillary Clinton. Dado que el día anterior se había publicado una copia del informe de la Oficina del Inspector General, el hombre había sido motivado por un «drop» de Q que afirmaba que la versión publicada del informe había sido muy modificada y que Trump poseía una versión más condenatoria pero se había negado a publicarlo. En un video grabado dentro de su camioneta blindada, Wright expresó su decepción por el hecho de que Trump no hubiera cumplido con el «deber» de «encerrar a ciertas personas» y le pidió que «mantuviera su juramento».
El 29 de julio de 2018, Q publicó un enlace al sitio web del abogado de Stormy Daniels (actriz pornográfica y examante de Trump), Michael Avenatti, y fotos de su edificio de oficinas en Newport Beach, California, junto con el mensaje ¡Abróchate el cinturón!. El cartel anónimo luego compartió la foto de un hombre aún no identificado, que parecía tener un teléfono celular en una mano y un objeto largo y delgado en la otra, parado en la calle cerca de la oficina de Avenatti, y agregó que un mensaje había sido enviado. Esto provocó una investigación por parte del Departamento de Policía de Newport Beach. El 30 de julio, Avenatti pidió a sus seguidores de Twitter que se contactaran con el Departamento de Policía de Newport Beach si «tenían algún detalle u observaron» al hombre de la imagen.
En un mitin de Trump en Tampa, Florida, el 31 de julio de 2018, los partidarios de Trump exhibieron un comportamiento hostil hacia el corresponsal jefe de CNN en la Casa Blanca, Jim Acosta. Los exponentes de teorías relacionadas con QAnon estaban en el mitin.
Al día siguiente, David Martosko del Daily Mail preguntó a la secretaria de prensa de la Casa Blanca, Sarah Huckabee Sanders, si la Casa Blanca alentaba el apoyo de los «grupos marginales de QAnon». Sanders denunció «cualquier grupo que incite a la violencia contra otra persona», sin responder específicamente a la mención de QAnon. Sanders agregó que Trump «ciertamente no apoya a los grupos que apoyarían ese tipo de comportamiento».
El evento de recaudación de fondos Blue Marble Jubilee en Grass Valley Charter School en Grass Valley, California, programado para el 11 de mayo de 2019, fue cancelado como precaución después de un tuit del exjefe del FBI James Comey el 27 de abril usando el hashtag #FiveJobsIveHad que fue interpretado por los seguidores de QAnon como una referencia velada a la Fundación de la Escuela Charter Grass Valley, sugiriendo que Comey planeaba organizar un ataque terrorista de «bandera falsa» en el evento; El hashtag también fue interpretado por los seguidores de QAnon como un anagrama de cinco jihads, y la marca de tiempo en la publicación estaba relacionada con los ataques del 11 de septiembre. La policía y el FBI recibieron advertencias, además de la escuela, que decidió no correr el riesgo de que los vigilantes de Internet asistieran «para vigilar el lugar», como lo expresó un sargento de la policía local.

### Asesinato de Frank Cali
Anthony Comello de Staten Island, New York, fue acusado del asesinato en marzo de 2019 del subjefe de la familia Gambino, Frank Cali. Según su abogado defensor, Comello se había obsesionado con las teorías de QAnon, creía que Cali era miembro de un estado profundo y estaba convencido de que «disfrutaba de la protección del propio presidente Trump» para poner a Cali bajo arresto ciudadano. Al enfrentarse a Cali fuera de su casa en Staten Island, Comello supuestamente le disparó a Cali diez veces. En su primera comparecencia ante el tribunal, Comello mostró símbolos y frases de QAnon y «MAGA forever» garabateado en su mano con un bolígrafo. Comello también había publicado material en Instagram alabando a personalidades de Fox News como Sean Hannity, Tucker Carlson y Jeanine Pirro.

### Secuestros
En diciembre de 2019, Cynthia Abcug fue arrestada y acusada en Colorado de conspiración para cometer secuestro en segundo grado de uno de sus hijos que había sido retirado de su custodia. Su otra hija informó a la policía que Abcug había estado colaborando con un hombre armado que era «definitivamente parte de este grupo QAnon», que su madre había ido a las reuniones de QAnon y creía que el niño había sido secuestrado por «malvados adoradores de Satanás y pedófilos».
El 20 de marzo de 2020, Neely Blanchard fue arrestada y acusada de secuestro e injerencia en la custodia después de llevarse a sus dos hijas que habían estado bajo la custodia legal exclusiva de su abuela. Blanchard había hecho varias publicaciones en las redes sociales promocionando a QAnon, incluidos memes y fotos de ella vistiendo camisetas de QAnon en los mítines de Trump.

### Arresto de Jessica Prim
En abril de 2020, Jessica Prim fue arrestada portando varios cuchillos después de transmitir en vivo su intento de «eliminar» al nominado presidencial Joe Biden. Prim fue arrestada en la ciudad de Nueva York en un muelle donde parecía haber tratado de llegar al barco-hospital de la marina estadounidense Comfort. QAnon afirmó que el barco era utilizado por el «cabal» de pedófilos. Durante su arresto, según los informes, se mostró a Prim llorando y preguntando a la policía: «¿No han oído sobre los niños?».
Antes de su arresto, Prim publicó en Facebook que Hillary Clinton y Biden «deben ser eliminados» y que «¡Hillary Clinton y su asistente, Joe Biden y Tony Podesta deben ser eliminados en nombre de Babylon!... no serás liberado sin que se hayan ido. ¡¡¡¡¡¡Despiértame !!!!!». La página de Facebook de Prim estaba llena de referencias a QAnon. Animó a sus seguidores de Facebook a ver las «pistas» de QAnon. En un video publicado pocas horas antes de su arresto, Prim despotricó sobre un video que creía que mostraba a Hillary Clinton y un asistente asesinando a un niño.

### Asalto agravado en Texas
El 12 de agosto de 2020, Cecelia Celeste Fulbright fue arrestada y acusada de conducir en estado de ebriedad y asalto agravado con un arma mortal en Waco, Texas. Fulbright persiguió y embistió a otro automóvil cuyo conductor, según ella, «era un pedófilo y había secuestrado a una niña para tráfico de personas». Ella había hecho muchas publicaciones en línea relevantes para la teoría de QAnon y le envió a un amigo un mensaje de texto diciendo que Trump estaba «literalmente derribando a la camarilla y la red de pedófilos».

### Incendios del 2020
A medida que los incendios forestales se extendieron por gran parte del oeste de los EE. UU. en septiembre de 2020, se difundieron falsos rumores en las redes sociales de que activistas del movimiento antifa estaban provocando incendios y preparándose para saquear propiedades que estaban siendo evacuadas. Algunos residentes se negaron a evacuar basándose en los rumores, optando por defender sus hogares ante la supuesta invasión. Las autoridades suplicaron a los residentes que ignoraran los falsos rumores. Un sindicato de bomberos del estado de Washington describió a Facebook como «un pozo negro absoluto de desinformación» sobre el tema. Los seguidores de QAnon participaron en la desinformación, con una afirmación falsa de que seis activistas antifa habían sido arrestados por provocar incendios amplificados por Q específicamente. Días antes, Trump y el fiscal general Bill Barr habían amplificado rumores falsos en las redes sociales de que aviones y autobuses llenos de activistas antifa se estaban preparando para invadir comunidades, supuestamente financiadas por George Soros.

### Intento de ataque al Centro de Convenciones de Filadelfia
Cerca del Centro de Convenciones de Filadelfia, donde se contaban las boletas por correo, dos hombres de Virginia fueron detenidos en función de un indicio de amenaza de ataque con AR-15. Las calcomanías en los parachoques de su camión indicaban QAnon.

### Asalto al Capitolio de los Estados Unidos de 2021
Distintos integrantes del movimiento QAnon estuvieron involucrados en el Asalto al Capitolio de los Estados Unidos de 2021.